# Peștera cu Oase de la Poiana Botizii
Peștera cu Oase de la Poiana Botizii (declarată monument al naturii) este o arie protejată de interes național ce corespunde categoriei a III-a IUCN (rezervație naturală de tip speologic), situată în județul Maramureș, pe teritoriul administrativ al comunei Băiuț.

## Localizare
Aria naturală se află în partea centrală a județului Maramureș în Munții Lăpușului (grupă muntoasă a Carpaților Maramureșului și Bucovinei, aparținând de lanțul muntos al Carpaților Orientali), în partea nord-estică a satului Poiana Botizii, în apropierea drumului județean (DJ171A) care leagă localitatea  Suciu de Sus de Botiza.

## Descriere
Rezervația naturală a fost declarată arie protejată prin Legea Nr. 5 din 6 martie 2000 publicată în Monitorul Oficial al României Nr. 152 din 12 aprilie 2000 (privind aprobarea planului de amenajare a teritoriului național - Secțiunea a III-a -  arii protejate) și se întinde pe o suprafață de 0,50 hectare.
Aria naturală aflată în versantul Văii Pietrii (afluent de stânga al râului Botizu) reprezintă o peșteră fosilă cu o importanță speologică deosebită, datorită descoperirilor făcute aici de-a lungul timpului, astfel: oase de urs ce aparțin unei specii dispărute (Ursus spelaeus), oase de ierbivore și urme de locuire. Peștera prezintă săritori, holuri și galerii ascendente și descendente cu forme concreționare și mici denivelări rezultate în urma dizolvării rocilor de către apele subterane.

## Atracții turistice
În vecinătatea rezervației naturale se află mai multe obiective de interes turistic (lăcașuri de cult, monumente istorice, arii protejate, zone naturale), astfel:

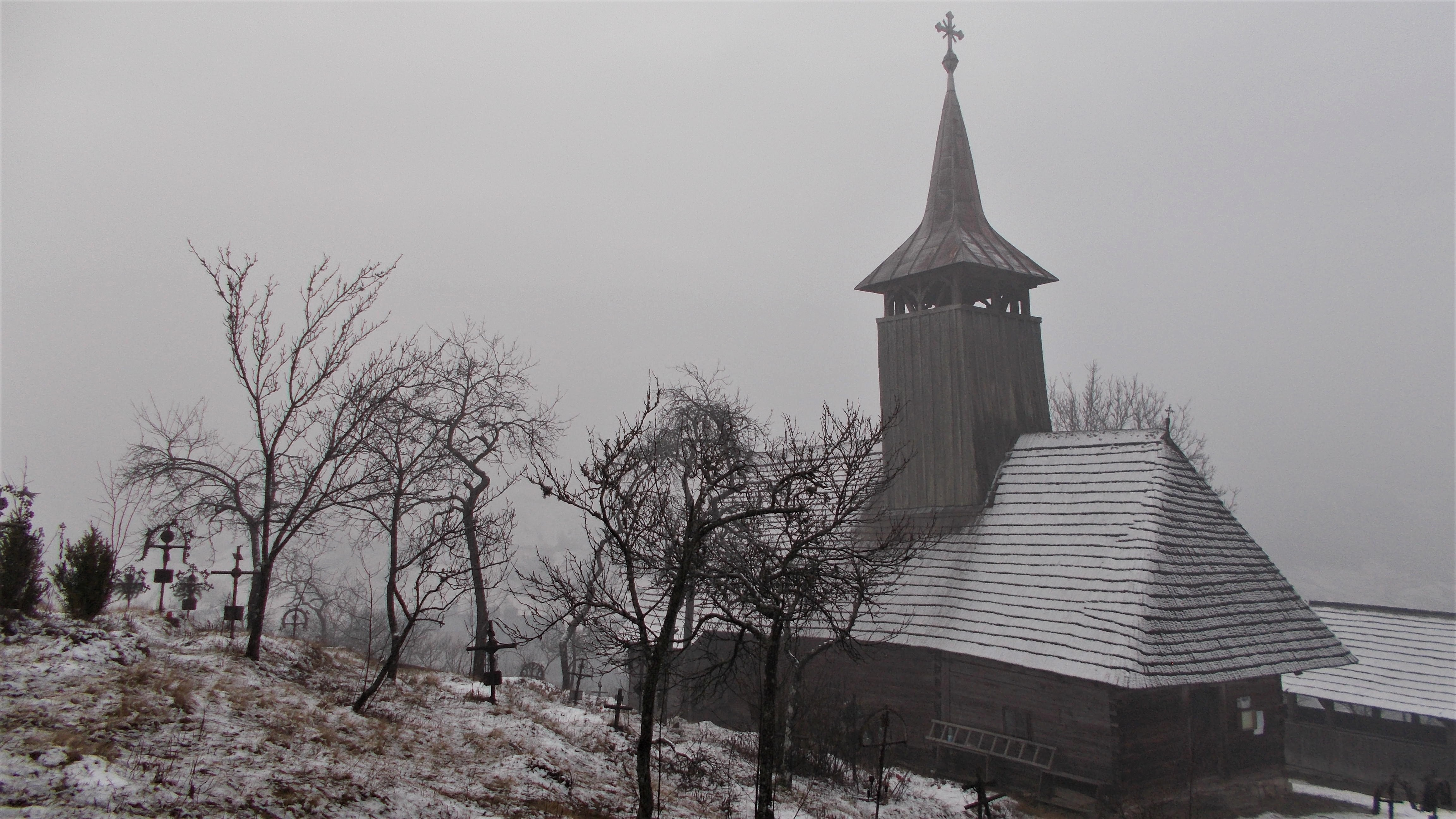
Biserica de lemn din satul Poiana Botizii

- Biserica de lemn din Poiana Botizii cu hramul „Sfinții Apostoli”, construcție 1825, monument istoric[5].
- Rezervația naturală Mlaștina Tăul Negru, zonă umedă ce adăpostește o bogată și diversificată floră specifică turbăriilor oligotrofe, cu specii de merișor (Vaccinium vitis-idaea), bumbăcăriță (Eriophorum vaginatum), roua cerului (Drosera rotundifolia), negară (Nardus stricta) sau răchițele (Vaccinium oxycoccus ssp. microcarpum).
- Carpații Maramureșului și Bucovinei